# ミゲル・シルヴァ・レイジーニョ
ミゲル・シルヴァ・レイジーニョ（Miguel Silva Reisinho 、1999年4月9日 - ）は、ポルトガル・ヴィラ・ノヴァ・デ・ガイア出身のプロサッカー選手。ボアヴィスタ所属。ポジションは、ミッドフィールダー。

## クラブ歴
2017年8月13日、オリヴェイレンセ戦でプロデビューを果たした。

## 私生活
父のミゲル・レイジーニョも元サッカー選手である。